# Joseph Wright (canottiere)
Joseph Walter Harris Wright, detto Joe (Villanova, 14 gennaio 1864 – Toronto, 28 ottobre 1950), è stato un canottiere canadese.

## Biografia
Wright partecipò ai Giochi olimpici di Saint Louis 1904 e di Londra 1908 con la squadra Argonaut Rowing Club di Toronto nelle gare di otto. Alle Olimpiadi americane la sua squadra conquistò la medaglia d'argento, mentre in quelle londinesi ottenne la medaglia di bronzo. Ai Giochi di Stoccolma 1912 fu l'allenatore della squadra canadese di otto.
Oltre al canottaggio, Wright si dedicò anche all'atletica leggera ed ottenne premi nel pugilato e nella lotta. Negli anni '90 del XIX secolo fu allenatore dei Toronto Argonauts.
Nel 1928 fu eletto al consiglio cittadino della città di Toronto.
Il 15 marzo 1930 sposò Martha Norelius campionessa di nuoto americana, vincitrice di 4 medaglie d'oro olimpiche. Suo figlio, Joseph Wright, Jr., fu anch'egli canottiere olimpico.

## Palmarès
| Anno | Manifestazione  | Sede        | Evento | Risultato |
| ---- | --------------- | ----------- | ------ | --------- |
| 1904 | Giochi olimpici | Saint Louis | Otto   | Argento   |
| 1908 | Giochi olimpici | Londra      | Otto   | Bronzo    |